# 資材
| ウィキペディアには「資材」という見出しの百科事典記事はありません（タイトルに「資材」を含むページの一覧/「資材」で始まるページの一覧）。 代わりにウィクショナリーのページ「資材」が役に立つかもしれません。 |